# Kniphofia sumarae
Kniphofia sumarae är en grästrädsväxtart som beskrevs av Albert Deflers. Kniphofia sumarae ingår i Fackelliljesläktet som ingår i familjen grästrädsväxter. Inga underarter finns listade i Catalogue of Life.